# Lović Prekriški
 Lović Prekriški  falu Horvátországban, a Károlyváros megyében. Közigazgatásilag Ozalyhoz tartozik.

## Fekvése
Károlyvárostól 21 km-re, községközpontjától 7 km-re északnyugatra, a megye északi határán fekszik.

## Története
1830-ban 13 házában 144 görögkatolikus lakos élt. 1857-ben 200, 1910-ben 313 lakosa volt. A trianoni békeszerződésig Zágráb vármegye Jaskai járásához tartozott. 2011-ben 72 lakosa volt. A vivodinai plébániához tartoztak.

## Lakosság
| Lakosság változása | Lakosság változása | Lakosság változása | Lakosság változása | Lakosság változása | Lakosság változása | Lakosság változása | Lakosság változása | Lakosság változása | Lakosság változása | Lakosság változása | Lakosság változása | Lakosság változása | Lakosság változása | Lakosság változása | Lakosság változása |
| ------------------ | ------------------ | ------------------ | ------------------ | ------------------ | ------------------ | ------------------ | ------------------ | ------------------ | ------------------ | ------------------ | ------------------ | ------------------ | ------------------ | ------------------ | ------------------ |
| 1857               | 1869               | 1880               | 1890               | 1900               | 1910               | 1921               | 1931               | 1948               | 1953               | 1961               | 1971               | 1981               | 1991               | 2001               | 2011               |
| 200                | 253                | 273                | 279                | 304                | 313                | 312                | 342                | 372                | 334                | 295                | 242                | 160                | 146                | 85                 | 72                 |

## Nevezetességei
A Szent Kereszt tiszteletére szentelt, cinteremmel körülvett  temploma a településen kívül, a Žumberak Natúrpark területén található. Egyhajós épület, téglalap alakú hajóval, a hajóval egyező szélességű ötszögletű szentéllyel, a szentélytől északra található sekrestyével és a homlokzat előtt, a középtengelyen álló harangtoronnyal. A templom hajójának belseje dongaboltozatú, a szentélytől diadalív választja el. A templom terét egyszerűen tagolták és a 20. század elején épült oltárokkal rendezték be. A templom a 18. században épült, és a 19. század során végzett felújításokkal nyerte el mai megjelenését.